# Robert Cailliau
Pour les articles homonymes, voir Cailliau.
Robert Cailliau, né le 26 janvier 1947 à Tongres, est un ingénieur et informaticien belge qui a contribué au développement et, de façon cruciale, à la diffusion du World Wide Web dès son invention avec Tim Berners-Lee.

## Biographie
Robert Cailliau suit des études d'ingénieur en mécanique des fluides à l'université de Gand, puis  une spécialisation en informatique à l'université du Michigan.
Son service militaire se déroule en tant qu'infirmier à l’École royale militaire de Bruxelles avant d'y être programmeur informatique et de tester des jeux vidéo de guerre.

Logo historique du WWW, créé par Robert Cailliau.

À partir de 1974, il est embauché au CERN à Genève pour travailler sur le système de contrôle d’un accélérateur de particules. En 1990, alors que lui-même travaille sur un projet de système hypertexte,, il prend connaissance du projet de son collègue Tim Berners-Lee destiné à améliorer le partage des documents au CERN par l'utilisation conjointe de l'Internet et de l'hypertexte. Cailliau s'enthousiasme immédiatement pour le projet en faveur duquel il se battra pour obtenir l'appui du CERN. Tandis qu'ils travaillent sur le code, il rédige une proposition de projet en vue d'obtenir des ressources du CERN pour la mise en place et le maintien du système que Tim a appelé World Wide Web. Quoiqu'ayant préféré un titre plus court, Cailliau, synesthète graphèmes-couleurs, aime la teinte verte que suscitent tous ces « W » et finit par accepter ce nom et en dessine le logo historique,. Robert Cailliau est d'ailleurs souvent crédité comme co-inventeur du Web, bien qu'il n'ait jamais explicitement affirmé l'être,, et que Tim Berners-Lee conteste cette affirmation.
Cailliau est à ses débuts un promoteur véhément du Web au CERN et dans le monde. Il obtient l'aide du CERN pour développer et mettre en place une première démonstration hors du CERN d'un client et d'un serveur Web, à la conférence HyperText 1991. En 1992, il développe le premier navigateur Web pour Macintosh, avant que NCSA Mosaic ne prenne le pas. En 1992 et 1993, il œuvre pour que le code et la spécification du Web (URL, HTTP, HTML, client et serveur) soient légués au domaine public. En décembre 1993, il lance les « Web Conferences ».
Il est membre actif de Newropeans pour lequel il publie le 12 mars 2009 une proposition pour une politique européenne de la société de l'information.

## Distinctions
- 2009 : docteur honoris causa de l'université de Liège[16]
- En 2012, Robert Cailliau entre au temple de la renommée d'Internet (Internet Hall of Fame), dans la catégorie des innovateurs.

## Préoccupations
Interviewé le 30 avril 2018, il exprime sa vision du futur. Trois grands sujets l'interpellent : le réchauffement climatique, l'explosion démographique, l'intelligence artificielle. Avec le temps, l'idéalisme de Robert Cailliau s'est transformé en désillusion :

« Moi, j'ai toujours rêvé d'une république de citoyens responsables, mais où est-elle ? Les géants du Web sont des impérialistes qu'on distingue à peine des États totalitaires, qui décident de ce qui est acceptable ou non. Le Web, c'est Facebook et du commercial, rien d'autre. […] Facebook, je n’y vais jamais ! »